# Schwadorfer Wald
Der Schwadorfer Wald ist ein remisenartiges Waldgebiet zwischen Schwadorf und Rauchenwarth. Er befindet sich an der Ostflanke der Rauchenwarther Platte.
2011 wurde auf einem Weg von Schwadorf in den Wald ein Fitnessparcours errichtet.